# Nesbrekka
Nesbrekka (norwegisch für Landspitzenhang) ist ein Gletscherbruch an der Prinz-Harald-Küste des ostantarktischen Königin-Maud-Lands. Er mündet östlich der Fletta in die Lützow-Holm-Bucht.
Wissenschaftler des Norwegischen Polarinstituts benannten ihn. 